# Phylica agathosmoides
Phylica agathosmoides är en brakvedsväxtart som beskrevs av Neville Stuart Pillans. Phylica agathosmoides ingår i släktet Phylica och familjen brakvedsväxter. Inga underarter finns listade i Catalogue of Life.